# Tamara Wigley
Tamara Wigley (sinh ngày 9 tháng 4 năm 1975) là một vận động viên đến từ Saint Kitts và Nevis.
Cô là thành viên của đội đầu tiên đại diện cho Saint Kitts và Nevis tại Thế vận hội Olympic khi cô thi đấu ở nội dung tiếp sức 4 x 400 mét tại Thế vận hội Mùa hè 1996. Đội đã hoàn thành thứ bảy trong sức nóng của họ và vì vậy không đủ điều kiện cho trận chung kết.